# Campanularia roberti
Campanularia roberti är en nässeldjursart som beskrevs av Gow och Wilfrid Arthur Millard 1975. Campanularia roberti ingår i släktet Campanularia och familjen Campanulariidae. Inga underarter finns listade i Catalogue of Life.